# Єлизавета Мешківна
Єлизавета Мешківна (пол. Elżbieta Mieszkówna; чеськ. Eliška Polská; 1152 — 2 квітня 1209) — польська принцеса, донька короля Мешка ІІІ. В першому шлюбі — княгиня Богемії, у другому — маркграфиня Лужицька.  

## Біографія
Точна дата народження невідома. Приблизно народилась 1152 або 1154 р. 
Донька Мешка ІІІ, який був правнуком Великого князя Київського Володимира та його дружини Єлизавети, донька короля Угорщини Бели II, онука української княжни Предслави, правнучка Великого князя Київського Святополка Ізяславича.
Близько 1173 року Єлизавета вийшла заміж за князя Богемії Собіслава II. Цей союз був частиною численних династичних домовленостей, зроблених великим князем Мешко III. У результаті цієї угоди 1176 р. польські війська допомогли князю Собіславу II у його боротьбі проти Дому Бабенбергів, правителів Австрії. 
1178 року князь Фридріх (двоюрідний брат Собіслава II) обложив Прагу; Елізабет, яка перебувала в той час в столиці, була захоплена Фридріхом, але незабаром звільнена. 27 січня 1179 року Собіслав II був повністю розбитий на околиці Праги. Він сховався в замку Скала, і після тривалої облоги Фридріх переміг і став новим правителем Богемії. 
Після цього Елізабет та її чоловік поїхали у вигнання до Угорщини, де Собіслав II помер 29 січня 1180 року. Дітей у них не було.
Єлизавета ніколи не поверталася до Польщі. Незабаром після смерті чоловіка, вона вийшла заміж за Конрада, п'ятого сина Деді V, маркграфа Лужиці. 
В другому шлюбі у Єлизавети було троє дітей. 16 серпня 1190 року помер Маркграф Деді V, і його володіння були поділені між двома синами: старший, Дитріх, успадкував графства Сомерсбург і Гройч, а Конрад ІІ успадкував Лужицьке князівство і Ейленбург. 
Внаслідок цього Елізабета стала Маркграфинею Лужицькою і графинею Ейленбургу. 
На початку 1209 року Конрада II розгромив зведений брат Єлизавети, Великий князь Польщі Владислав III в битві під Любушем. Після цих подій Єлизавета несподівано померла в квітні 1209 року. 
Через рік, 6 травня 1210 року, помер Конрад II.
Елізабет похована в абатстві Добрилук. Її єдиний син, Конрад, помер у дитячому віці; Агнес, наймолодша дочка, вийшла заміж за Генріха В, граф Палатин з Рейну, але у них не було дітей. Єдиними нащадками Єлизавети були її старша дочка Матільда, дружина Альберта II, маркграфа Бранденбурга.

## Родина
Чоловік — Конрад II
Діти: не було
Чоловік — Собіслав ІІ, князь Богемії
Діти:
- Конрад помер в дитинстві.
- Матильда — дружина Альбрехта II, маркграфа Бранденбургу. Їх нащадки стали Герцогами Лотаринзькими, а пізніше — імператорами Австро-Угорськими.
- Агнес — дружина Генриха V, графа Рейну. Дітей не було.

## Генеалогія
Єлизавета Мешківна веде свій родовід, в тому числі, й від великих князів Київських Ярослава Мудрого, Володимира Великого та Святополка Ізяславича.